# Google书签
Google书签（Google Bookmarks）是Google公司提供的网络书签服务。用户可以通过其网站建立、编辑、注记和删除感兴趣的网页链接。该服务同Google工具栏和已停止开发的Google笔记本等服务紧密集成。
Google书签不提供开放的API，只能单向的导出或导入，因此极少有程序能够实现Google书签与浏览器书签的自动同步。在安装有Google工具栏的浏览器中，Google书签可以达到接近浏览器书签的便捷性；但在其它浏览器，只能通过一个兼容性不佳的工具按钮或繁琐的网络链接使用这一服务。
Google書籤已於2021年9月30日結束服務，使用者可以在結束前匯出書籤。

## 外部連結
- Google - Bookmarks（页面存档备份，存于）  1. ↑  . 電腦王阿達. 2021-07-21  [2021-07-22]. （原始内容存档于2021-07-22） （中文（繁體））.